# Théâtre Médicis
Le théâtre Médicis était l'un des plus anciens théâtres de Florence, construit par Bernardo Buontalenti pour les Médicis au sein du complexe de la Galerie des Offices. Le théâtre a été démantelé à l'époque du grand-duc Léopold II (empereur du Saint-Empire) et aujourd'hui l'espace qu'il occupait contient les salles des « Primitifs » du musée des Offices et le Cabinet des dessins et des estampes. Il demeure difficile de reconstituer la conformation volumétrique à double hauteur, qui impliquait à la fois l'étage noble et le deuxième étage.

## Histoire
Le théâtre est commandé par François Ier de Médicis à Bernardo Buontalenti, probablement dès 1576 et est complété en 1586 par une scène, organisée avec des perspectives illusionnistes. L'inauguration en février 1586 a lieu avec la représentation de l'Amico Fido de Giovanni Bardi.
Jusque-là, les représentations théâtrales destinées à la cour avaient lieu dans la salle des Cinq-Cents du Palazzo Vecchio, où des spectacles étaient conçus par Vasari qui réalisait également une sorte de scène.
En 1589, Buontalenti lui-même modifie complètement l'appareil décoratif, sur la recommandation du nouveau grand-duc Ferdinand Ier de Médicis, renonçant au caractère maniériste et expérimental du premier décor au profit d'un langage allégorique plus représentatif de l'autorité grand-ducale.
Une deuxième somptueuse inauguration a lieu en 1589, à l'occasion des célébrations du mariage prochain du Grand-Duc avec Christine de Lorraine. Entre autres, est donnée La Pellegrina, œuvre de transition vers le mélodrame, qui représente une étape importante dans l'expérimentation de nouvelles formes de divertissement théâtral, où les parties chantées dépassent désormais celles récitées. Dans la représentation mémorable qui étonne la royauté venant de toute l'Europe, Buontalenti renonce à la scène fixe et introduit une série de scènes changeantes avec des ailes coulissantes, des trappes, des mécanismes et des astuces scéniques, exécutant des dessins pour la mise en place et les costumes. Suivent ensuite la mise en scène d'autres œuvres à l'occasion de fêtes grand-ducales.
Le théâtre est resté en activité pour les représentations à la cour tout au long du XVIIe siècle. Au XVIIIe siècle, avec l'invention, précisément à Florence, des théâtres de scène plus confortables, et avec le transfert définitif de la cour grand-ducale au Palais Pitti, le théâtre Médicis est déserté puis démantelé. L'espace du théâtre accueille le sénat du royaume d'Italie pendant la période de Florence capitale. Enfin, deux étages sont obtenus où se trouvent ensuite le Cabinet des dessins et des estampes et des salles de la galerie des Offices (au deuxième étage), dont le dernier aménagement remonte aux années 1950 par notamment Giovanni Michelucci.

## Description

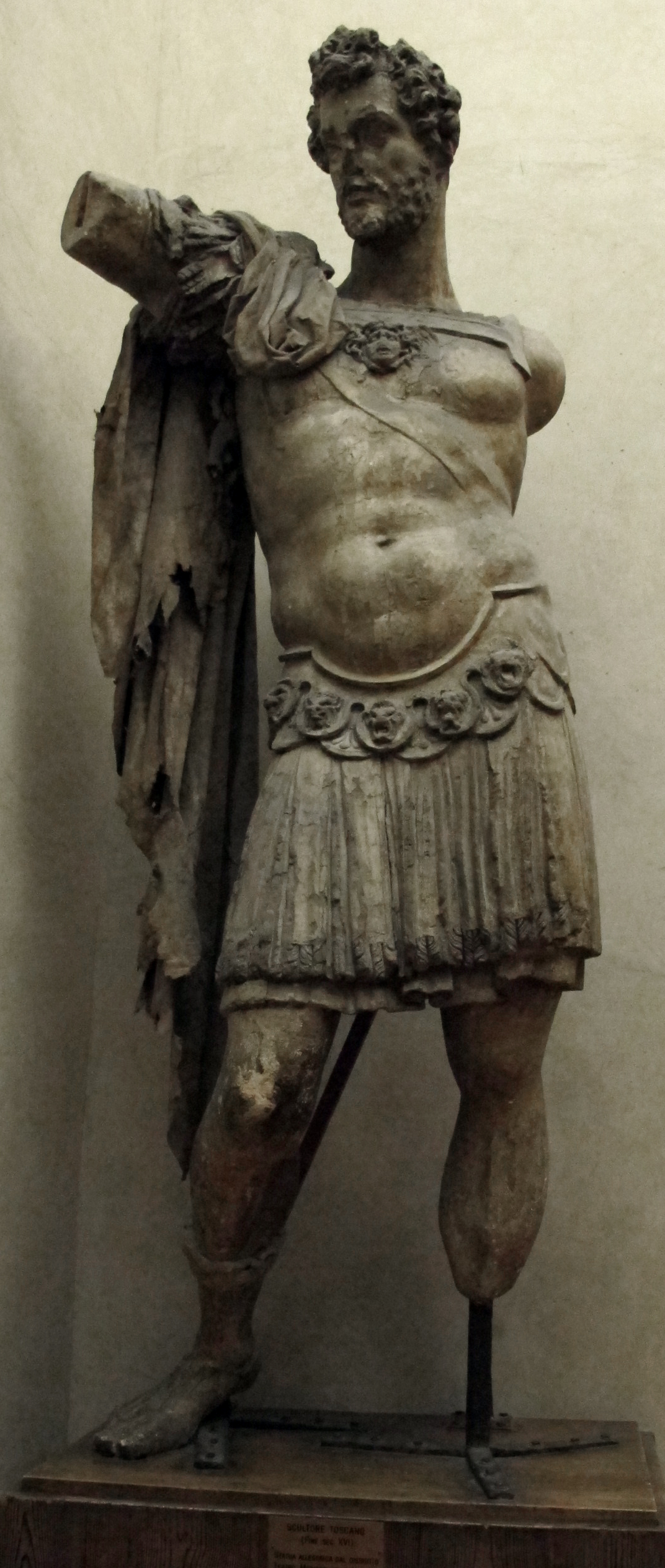
Ancienne statue du théâtre Médicis.

C'était un théâtre de cour, composé d'une grande salle d'environ 55 × 20 m, en double hauteur (deux étages). Une partie de la grande salle était occupée par une cavea, semblable à celle du Teatro Olimpico de Vicence, donc inspirée des théâtres de l'antiquité classique, composée de six marches en forme de fer à cheval. La loge grand-ducale  se trouvait au centre des marches. La partie opposée était occupée par une scène richement décorée, tandis que les stalles restaient exemptes de mobilier fixe, avec un sol innovant, légèrement incliné pour améliorer la visibilité. Au-dessus du niveau des marches, une balustrade représentait de manière illusoire une galerie qui longeait également les longs côtés.
Dans le premier décor, qui avait un caractère provisoire, la salle était décorée comme un jardin suspendu, avec des oiseaux et des éléments végétaux vivants, des entrelacs floraux peints, des statues d'animaux, comme dans la Grotta degli Animali de la villa Medicea di Castello. La scène montrait une vue de Florence dans une perspective illusionniste, animée par de nombreux personnages, carrosses etc. De nombreuses astuces scéniques étaient disponibles, avec des machines, des trappes et des supports pour accrocher les cordes avec lesquelles faire « voler » les personnages.
Dans le second décor, créé aussi bien que le premier avec des matériaux pauvres, imitant de précieux marbres polychromes par l'habileté picturale, le thème de la comparaison illusionniste entre la nature et l'artifice fut abandonné : l'élévation était caractérisée par des arcs solennels sur des colonnes, des niches, de grandes statues dont une seule subsiste aujourd'hui, exposées dans l'escalier du musée. Le théâtre devait ressembler à une cour avec des arcades solennelles.
Du théâtre actuel, il ne reste que le vestibule, où à gauche se trouve ce qui était autrefois le portail d'entrée du théâtre, aujourd'hui l'entrée du Cabinet des dessins et des estampes, et devant, les trois portes du Ricetto ; sur celle centrale, avec le bois sculpté aux armoiries des Médicis, figure le buste de François Ier de Médicis.